# Magnetyzer (instalacje samochodowe)
Magnetyzer lub aktywator magnetyczny – urządzenie mające zapewnić lepsze spalanie paliwa, a tym samym wzrost mocy silnika samochodowego, zmniejszenie zużycia paliwa oraz redukcję toksyczności spalin.

## Zasada działania
Aktywator magnetyczny jest urządzeniem generującym pole magnetyczne w przewodach doprowadzających paliwo do silnika spalinowego.
Istotnym parametrem mającym wpływ na sprawność silnika spalinowego jest jakość procesu spalania.
W idealnym procesie całe paliwo zawarte w mieszance paliwowo-powietrznej ulega spaleniu zupełnemu, dostarczając maksymalną ilość energii cieplnej i generując spaliny o minimalnej toksyczności.
W rzeczywistych procesach pewna część związków zawartych w paliwie ulega procesowi spalania niezupełnego, co obniża sprawność procesu spalania i powoduje pojawienie się w spalinach szkodliwych związków chemicznych (głównie tlenek węgla).
Poprawa stosunku ilości paliwa ulegającego spaleniu zupełnemu spowoduje wzrost wydajności silnika i obniżenie toksyczności spalin.

## Badania naukowe
Istnieją badania naukowe potwierdzające oddziaływanie pola magnetycznego na rozpylenie paliwa w układach zasilania silników.
Badania wykonane w ramach grantów KBN przez Instytut Lotnictwa wykazały pozytywny wpływ pola magnetycznego o wartości indukcji powyżej 1–1,2 T na rozpylanie paliwa i przygotowanie mieszanki paliwowo-powietrznej. Stwierdzono wpływ położenia źródła pola magnetycznego na rozpylenie (najlepsze rezultaty uzyskano wówczas, gdy źródło pola magnetycznego znajdowało się bezpośrednio przy gaźniku lub wtryskiwaczu), nie stwierdzono związku z czasem i prędkością przepływu paliwa przez pole magnetyczne. Podczas badań paliwo poddawano działaniu pola magnetycznego, którego źródłem były elektromagnesy.
Badania wykonane w Katedrze Eksploatacji Pojazdów Samochodowych Politechniki Szczecińskiej wykazały zmniejszenie zużycia paliwa (zwłaszcza przy niskich prędkościach obrotowych – maks. o 6%) oraz kilkuprocentowy wzrost mocy i momentu obrotowego w silniku wysokoprężnym 359.

## Zastosowanie we współczesnych silnikach
Współczesne silniki spalinowe, wyposażone są w elektronicznie sterowane układy wtrysku paliwa posiadające szereg czujników pomagających kontrolować proces spalania mieszanki.
W takich silnikach spalaniu zupełnemu ulega ponad 99% masy dostarczonego paliwa.
Pod względem sprawności procesu spalania nowoczesne silniki są więc bliskie ideałowi.
Stosowanie w takich silnikach dodatkowych urządzeń mogących poprawić jakość spalania mieszanki nie ma możliwości przynieść znaczących rezultatów, ponieważ ilość paliwa spalana w procesie niezupełnym jest znikoma.
Obecnie obowiązujące normy emisji spalin ściśle regulują dozwoloną ilość produktów spalania niezupełnego, a produkowanie urządzeń wyposażonych w silniki spalinowe, w których udział spalania niezupełnego jest większy jest niedozwolone.

## Zastosowania
Obecnie aktywatory magnetyczne paliwa nie są stosowane w przemyśle, ani transporcie, nie wliczając taboru komunikacji miejskiej ZDiTM Szczecin (Autobusy Volvo – gdzie po badaniach magnetyzery pozostały ze względów ekonomicznych) i hut szkła (zasilanie gazem ziemnym).

## Kontrowersje
Wiele kontrowersji budzą znajdujące się w masowej sprzedaży „magnetyzery”, reklamowane jako urządzenia znacząco obniżające zużycie paliwa w silnikach spalinowych oraz ograniczające toksyczność spalin.
Materiały reklamowe mówią o:
- 10–20% ograniczeniu zużycia paliwa
- ok. 10% wzroście mocy silnika
- znaczącym obniżeniu toksyczności spalin

Produkty te sprzedawane są zazwyczaj w zestawach składających się z magnetyzerów przeznaczonych do umieszczenia na przewodach paliwowych, czasem również przewodach doprowadzających powietrze. Zbudowane są z magnesów neodymowych w formie opasek zakładanych na przewody paliwowe lub w formie urządzeń przepływowych włączanych w instalację paliwową.
Na skutek tego, że we współczesnych, sprawnych technicznie silnikach spalanie paliwa odbywa się niemal całkowicie w procesie spalania zupełnego, nie jest możliwe uzyskanie obiecywanych rezultatów, nawet gdyby urządzenie spowodowało idealny proces spalania całości paliwa.
Badania przeprowadzone na współcześnie produkowanych samochodach pokazują brak wpływu magnetyzerów na pracę silnika.
Ponadto stosowanie popularnych „magnetyzerów” paliwa może przyczynić się do uszkodzenia systemów zasilania silnika, szczególnie pomp wtryskowych bądź wtryskiwaczy; zanieczyszczenia metaliczne paliwa „wyłapywane” są przez pole magnetyczne magnetyzerów i gromadzą się wewnątrz przewodów paliwowych w miejscu montażu urządzenia. W momencie usunięcia magnetyzera zanieczyszczenia zostają uwolnione w dużej ilości, mogąc spowodować awarię urządzeń zasilających silnik paliwem.

## Podsumowanie
Pomimo wielu badań, które przeprowadzono na temat magnetycznej aktywacji paliw, technologia nie znalazła zastosowania w przemyśle.
Obecnie żaden producent silników nie instaluje, ani nie rekomenduje stosowania takich urządzeń.
Również badania na temat zjawiska prowadzone są sporadycznie i na niewielką skalę.
Prawdopodobną przyczyną takiego stanu rzeczy są obecne rozwiązania techniczne stosowane w motoryzacji – technika elektronicznego sterowania procesem spalania w silnikach spalinowych trafiła do masowego odbiorcy, zanim opracowano skuteczne metody magnetycznej aktywacji paliw (skutecznych i uniwersalnych metod aktywacji magnetycznej nie opracowano do dzisiejszego dnia).
Niestosowanie magnetyzerów nawet w środkach transportu o najwyższych przebiegach rocznych (taksówki, TIR-y, autobusy komunikacji publicznej, lokomotywy spalinowe, statki) świadczy o tym, że magnetyzery nie zapewniają oszczędności paliwa przynajmniej w stopniu zapewniającym zwrot kosztów zakupu i instalacji urządzenia.